# Iworyt
Iworyt, Ivoryt - typ tektytu znajdowanego na Wybrzeżu Kości Słoniowej (ang. Ivory Coast), w Afryce Zachodniej.
- Gęstość: 2,40-2,52 g/cm3
- Wiek - oznaczono na 1,2-2,0 mln lat.
- ma znaczenie naukowe i kolekcjonerskie
- bywa stosowany do wyrobu drobnej galanterii ozdobnej i artystycznej biżuterii